# Dacus devure
Dacus devure är en tvåvingeart som beskrevs av Albany Hancock 1985. Dacus devure ingår i släktet Dacus och familjen borrflugor.
Artens utbredningsområde är Zimbabwe. Inga underarter finns listade i Catalogue of Life.